# أحجار اليونان الرونية

خريطة توزيع أحجار الرونية اليونانية في جنوب السويد.

أحجار اليونان الرونية (السويدية: Greklandsstenarna) هي حوالي 30 حجرًا رونيًا تحتوي على معلومات تتعلق بالرحلات التي قام بها الشماليون إلى الإمبراطورية البيزنطية. صُنعت هذه الأحجار خلال عصر الفايكنج حتى حوالي عام 1100، ونُقشت باللغة النوردية القديمة باستخدام الأحرف الرونية الاسكندنافية. وُجدت جميع هذه الأحجار في السويد الحديثة، أغلبها في أوبلاند (18 حجرًا رونيًا) وسودرمانلاند (7 أحجار رونية). نُقش معظمها تخليدًا لذكرى أعضاء من الحرس الفارانجي لم يعودوا إلى ديارهم أبدًا، ولكن بعض النقوش تذكر رجالًا عادوا بثروة، كما نُقشت صخرة في إد بأمر من ضابط سابق في الحرس.
على هذه الأحجار الرونية، تظهر كلمة Grikkland ("اليونان") في ثلاثة نقوش، وتظهر كلمة Grikk(j)ar ("الإغريق") في 25 نقشًا، ويشير حجران إلى الرجال بصفة grikkfari ("المسافر إلى اليونان")، ويشير حجر واحد إلى Grikkhafnir ("الموانئ اليونانية"). من بين الأحجار الرونية الأخرى التي تشير إلى الحملات في الخارج، المجموعات الوحيدة التي يمكن مقارنتها من حيث العدد هي ما يسمى "أحجار إنجلترا الرونية" التي تذكر الحملات إلى إنجلترا، و26 من أحجار إنغفار الرونية التي تشير إلى حملة فايكنج إلى الشرق الأوسط.
تتفاوت الأحجار في حجمها، من حجر الصقل الصغير من تيمانز الذي يبلغ قياسه 8.5 سم × 4.5 سم × 3.3 سم إلى صخرة إد التي يبلغ محيطها 18 مترًا. مُعظمها مزين بأنماط أحجار رونية مختلفة كانت شائعة خلال القرن الحادي عشر، وخاصة الأنماط التي كانت جزءًا من نمط رينغيريك (ثمانية أو تسعة أحجار) ونمط أورنس (ثمانية أحجار).
منذ الاكتشافات الأولى التي قام بها يوهانس بوريوس في أواخر القرن السادس عشر، حُددت هذه الأحجار الرونية بشكل متكرر من قبل العلماء، مع اكتشاف العديد من الأحجار خلال بحث وطني عن الآثار التاريخية في أواخر القرن السابع عشر. كما وثق ريتشارد ديبك العديد من الأحجار في القرن التاسع عشر. آخر حجر عُثر عليه كان في نولينج، بالقرب من ستوكهولم، في عام 1952.

## الخلفية التاريخية

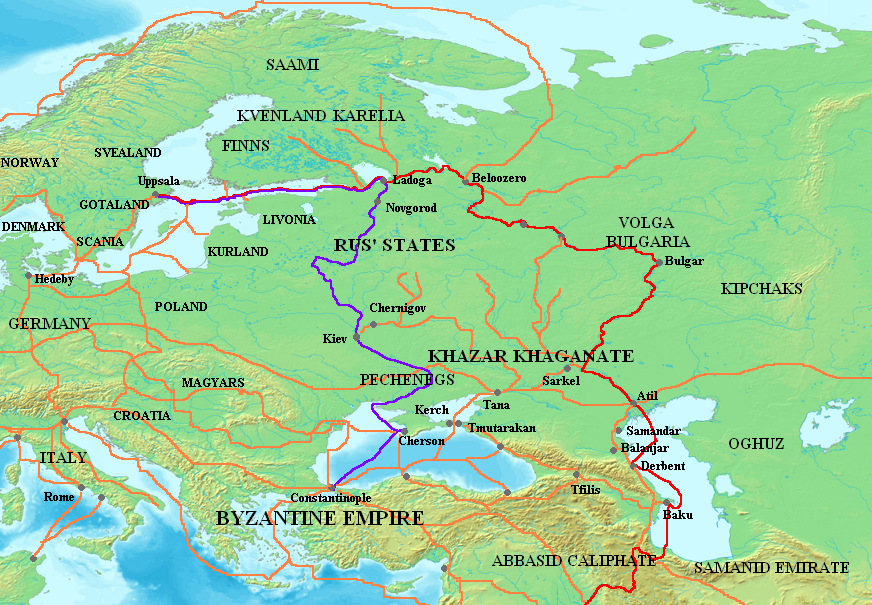
خريطة الطرق الرئيسية باتجاه الشرق

خدم الاسكندنافيون كمرتزقة في الجيش الروماني قبل عصر الفايكنج بقرون عديدة، ولكن في الفترة التي صُنعت فيها هذه الأحجار، كان هناك تواصل بين الدول الاسكندنافية وبيزنطة أكثر من أي وقت مضى. كانت سفن الفايكنج السويدية شائعة في البحر الأسود، وبحر إيجة، وبحر مرمرة، وفي البحر الأبيض المتوسط الأوسع. كانت اليونان موطنًا للحرس الفارنجي، الحرس الإمبراطوري النخبوي للإمبراطور البيزنطي، وحتى عهد سلالة الكومنينيون في أواخر القرن الحادي عشر، كان معظم أعضاء الحرس الفارنجي من السويديين. في عام 1195، أرسل الإمبراطور ألكسيوس الثالث أنجيلوس مبعوثين إلى الدنمارك والنرويج والسويد لطلب 1000 محارب من كل مملكة من الممالك الثلاث. كان الحرس، المتمركز في القسطنطينية التي أطلق عليها الاسكندنافيون اسم ("المدينة العظيمة")، يجذب الشباب الاسكندنافيين من النوع الذي شكله منذ تأسيسه في أواخر القرن العاشر.
يشير العدد الكبير من الرجال الذين غادروا إلى الإمبراطورية البيزنطية إلى حقيقة أن القوانين الاسكندنافية التي تعود إلى العصور الوسطى كانت لا تزال تحتوي على قوانين تتعلق بالرحلات إلى اليونان عندما دُونت بعد عصر الفايكنج. نصت النسخة الأقدم من القانون القوطي الغربي، التي كتبها إسكيل ماجنوسون، مشرّع فستريوتلاند في الفترة ما بين 1219-1225، على أنه "لا يجوز لأي رجل أن يحصل على ميراث (في السويد) طالما أنه يقيم في اليونان". وتضيف النسخة اللاحقة التي كُتبت في الفترة ما بين 1250 و1300 أنه "لا يجوز لأحد أن يرث من شخص لم يكن وريثًا حيًا عندما رحل". ويحتوي قانون غولاتينغسلوغ النرويجي القديم على قانون مماثل: "ولكن إذا ذهب (رجل) إلى اليونان، فإن من يليه في الميراث يجب أن يحتفظ بملكيته".

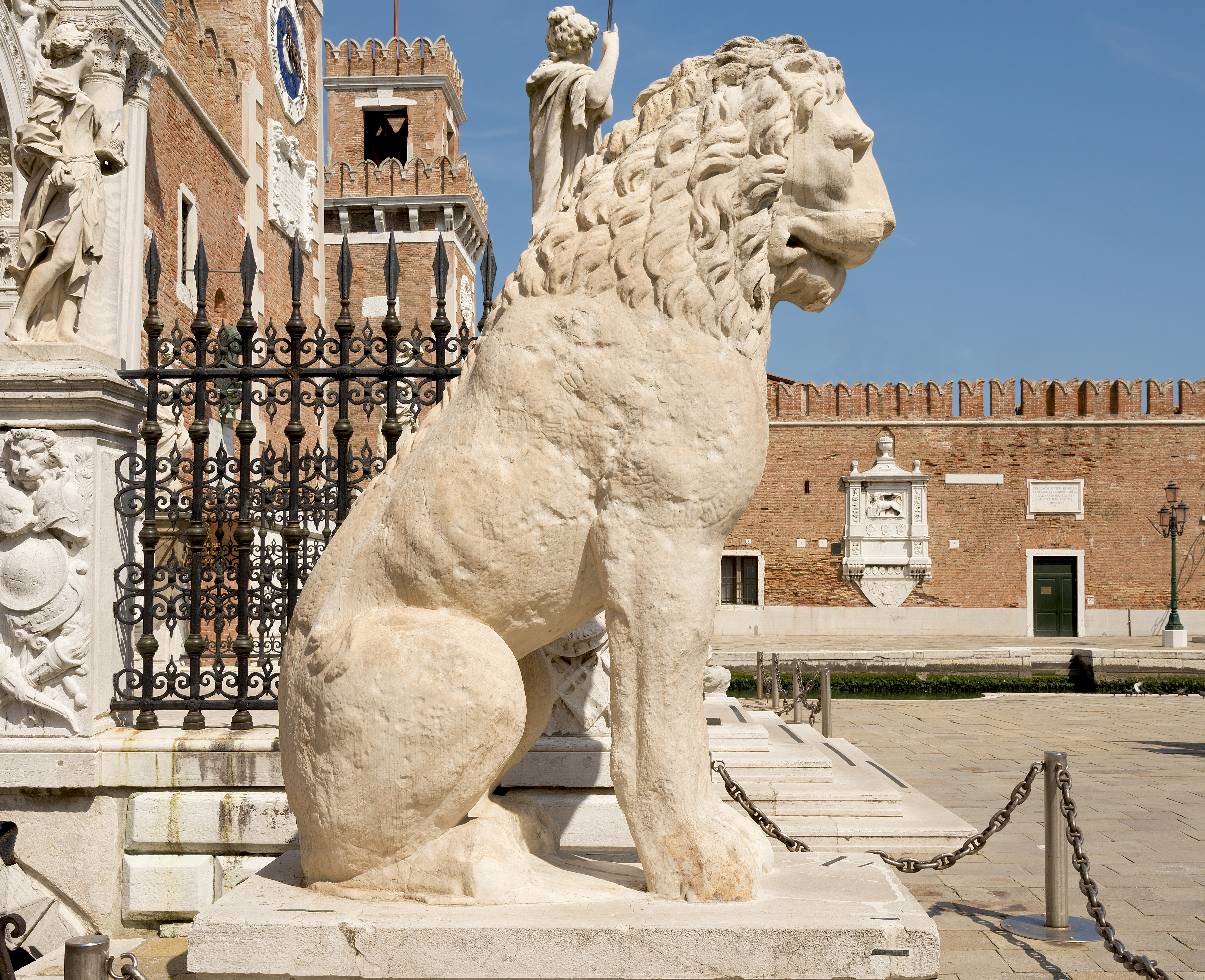
أسد بيرايوس مع نقش روني، موجود الآن في البندقية

اُكتشف حوالي 3000 حجر روني من عصر الفايكنج في الدول الاسكندنافية، وُضع حوالي 2700 منها في ما يعرف اليوم بالسويد. وُضع ما يصل إلى 1277 منها في مقاطعة أوبلاند وحدها. تزامن عصر الفايكنج مع عملية تنصير الدول الاسكندنافية، وفي العديد من المناطق، تحمل حوالي 50% من النقوش الحجرية آثارًا للمسيحية. في أوبلاند، حوالي 70% من النقوش مسيحية صراحةً، كما يتضح من الصلبان المنقوشة أو الصلوات المسيحية المضافة، في حين أن عددًا قليلاً فقط من الأحجار الرونية وثني صراحةً. على الأرجح، تلاشت تقاليد الأحجار الرونية قبل عام 1100، وعلى أقصى تقدير بحلول عام 1125.
من بين الأحجار الرونية التي تعود إلى عصر الفايكنج، تشير 9.1-10% منها إلى أنها وُضعت تخليدًا لذكرى أشخاص سافروا إلى الخارج، وتشكل الأحجار الرونية التي تذكر اليونان أكبر مجموعة منها. بالإضافة إلى ذلك، هناك مجموعة من ثلاثة أو أربعة أحجار رونية تخلد ذكرى رجال ماتوا في جنوب إيطاليا، ومن المحتمل أنهم كانوا أعضاء في الحرس الفارنجي. المجموعة الوحيدة من الأحجار التي يمكن مقارنتها في عددها بأحجار اليونان الرونية هي تلك التي تذكر إنجلترا، تليها حوالي 26 من أحجار إنغفار الرونية التي وُضعت في أعقاب حملة إنغفار المشؤومة إلى بلاد فارس.
يلاحظ بلوندال وبينيديكز (2007) أن معظم أحجار اليونان الرونية تأتي من أوبلاند ويربطان ذلك بحقيقة أنها كانت المنطقة الأكثر شيوعًا لبدء رحلة إلى اليونان، والمنطقة التي نشأ منها معظم الروس. ومع ذلك، وكما أشار يانسون (1987)، فإن حقيقة أن معظم هذه الأحجار الرونية وُضعت في أوبلاند وسودرمانلاند لا تعني بالضرورة أن عددها يعكس تكوين الاسكندنافيين في الحرس الفارنجي. فهاتان المقاطعتان هما اللتان تحتويان على أكبر تجمعات من النقوش الرونية.
لم يكن كل من تُخلد ذكراهم على أحجار اليونان الرونية أعضاء بالضرورة في الحرس الفارنجي، وربما ذهب بعضهم إلى اليونان كتجار أو ماتوا هناك أثناء مرورهم في مواقع مقدسة مسيحية. وحقيقة أن الرحلة إلى اليونان كانت مرتبطة بخطر كبير يشهد عليها حقيقة أن امرأة أمرت بصنع الحجر الروني U 605 تخليدًا لذكرى نفسها قبل أن تغادر في رحلة حج إلى القدس: "أنجيرون هاراردوتير أمرت بنقش الأحرف الرونية لنفسها؛ لقد كانت ستذهب شرقًا وخارجًا إلى القدس. نحت فوزر الأحرف الرونية." ومع ذلك، يؤكد بلوندال وبينيديكز (2007) أنه على الرغم من وجود أسباب أخرى للذهاب إلى اليونان، فمن المؤكد أن معظم الأحجار الرونية صُنعت تخليدًا لذكرى أعضاء من الحرس الفارنجي الذين ماتوا هناك. ومع ذلك، تحكي بعض الأحجار الرونية عن رجال عادوا بثروة متزايدة، وقد كُلف بنقش على صخرة في إد من قبل القائد السابق للحرس، راغنفالدر.

### الغاية

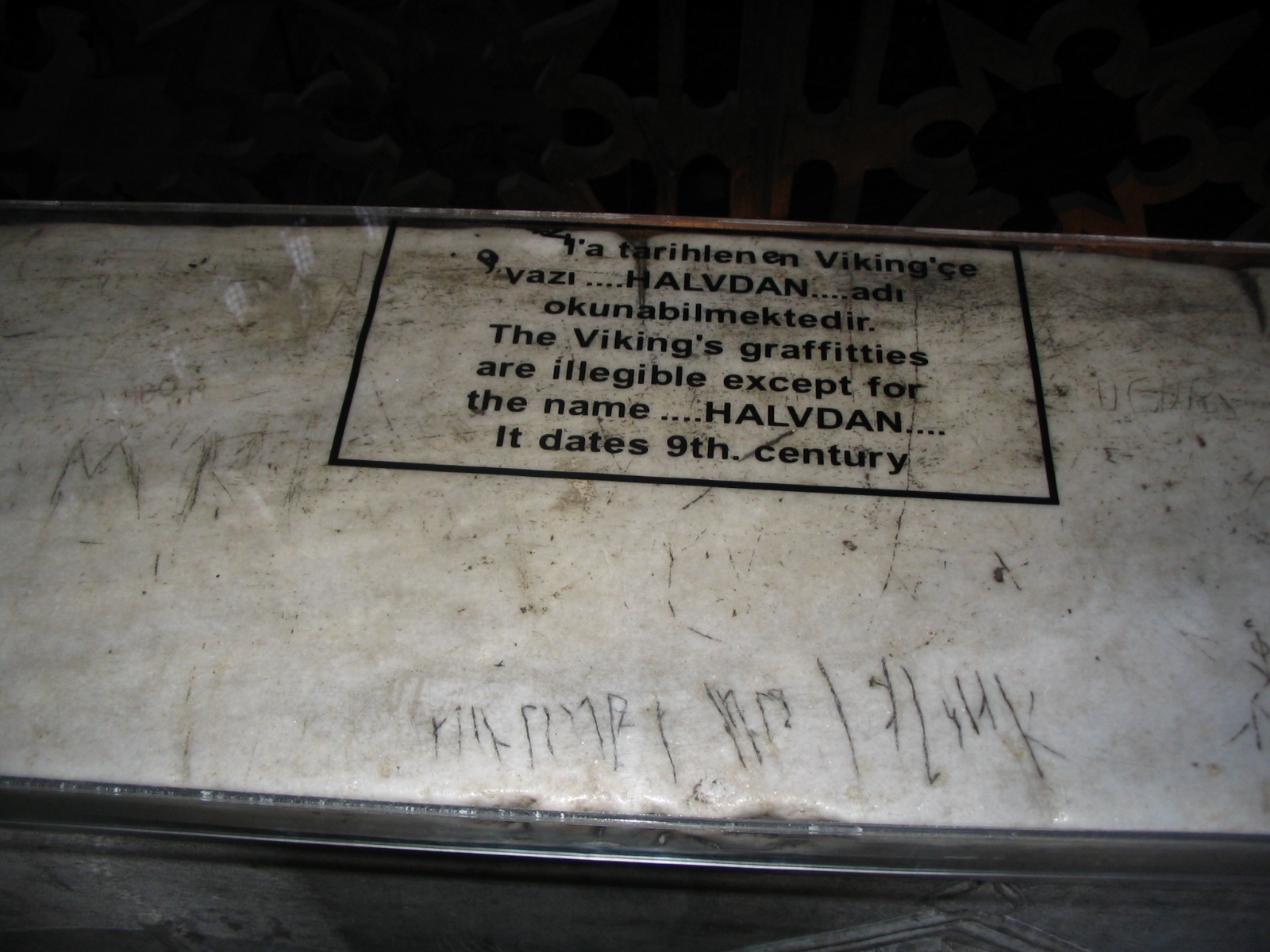
كتابات رونية في آيا صوفيا

تُعد أسباب تقليد النقوش الرونية محل نقاش، لكنها تشمل قضايا الميراث، والمكانة الاجتماعية، وتكريم المتوفى. تخلد العديد من الأحجار الرونية بشكل صريح قضايا الميراث، مثل حجر أولوندا وحجر هانستا، لكن الغالبية العظمى من الأحجار الرونية تكتفي بذكر من قام بنصب الحجر وتخليد ذكرى من.

يرى باحثون مثل إريك مولتك وسفين ب. ف. يانسون أن الأحجار الرونية كانت في المقام الأول نتيجة للحملات العديدة للفايكنج من الدول الاسكندنافية، أو حسب يانسون (1987):
"عندما انتهت الحملات الكبرى، وأُغلقت طرق التجارة القديمة، وتوقفت سفن الفايكنج عن الاستعداد كل ربيع للرحلات إلى الشرق والغرب، كان ذلك يعني نهاية نحت ونصب الأحجار الرونية بالمعنى الصحيح للكلمة. يمكن تسميتها آثار رحلات الفايكنج، وقد يلمس القارئ الحساس في العديد من نقوشها حب الفايكنج للمغامرة وأعمال الجرأة الصاخبة."
من ناحية أخرى، تعارض سوير (2000) هذه النظرة الشائعة وتعلّق بأن الغالبية العظمى من الأحجار الرونية وُضعت تخليدًا لذكرى أشخاص لم يذكر أنهم ماتوا في الخارج. وتجادل بأن عددًا قليلًا من الرجال الذين ذهبوا إلى الخارج كُرموا بآثار، والسبب هو أن الأحجار الرونية نُصبت بشكل أساسي بسبب مخاوف داخلية، مثل قضايا الميراث. وربما كانت هذه المخاوف تنشأ عندما تعلم العائلة أن قريبًا لها لن يعود من الخارج.

## الأحجار الرونية
يتناول هذا القسم عرضًا لأحجار اليونان الرونية، بناءً على المعلومات المجمعة من مشروع رنداتا، مرتبة حسب الموقع. التدوينات الصوتية من النقوش الرونية إلى اللغة النوردية القديمة المعيارية هي بلهجة شرق النوردية القديمة، وهي اللهجة السويدية والدنماركية، لتسهيل المقارنة مع النقوش. بينما تقدم الترجمة الإنجليزية التي يوفرها رنداتا الأسماء باللهجة المعيارية، وهي لهجة غرب النوردية القديمة، اللهجة الأيسلندية والنرويجية.

### التحويل الصوتي والنسخ
هناك ممارسة طويلة الأمد لكتابة التحويلات الصوتية (النقحرة) للحروف الرونية بأحرف لاتينية غامقة، ونسخ النص إلى شكل موحد للغة بخط مائل. توجد هذه الممارسة لأنه يجب التمييز بين الشكلين لعرض النص الروني. من خلال عدم إظهار النقش الأصلي فحسب، بل أيضًا تحويله صوتيًا، ونسخه، وترجمته، يقدم العلماء التحليل بطريقة تسمح للقارئ بمتابعة تفسيرهم للحروف الرونية. كل خطوة تمثل تحديات، ولكن معظم نقوش الفوتارك الأصغر تعتبر سهلة التفسير.
في التحويلات الصوتية، تمثل *، :, ×, ', و+ فواصل كلمات شائعة، بينما يمثل ÷ فواصل أقل شيوعًا. تمثل الأقواس () الحروف الرونية المتضررة التي لا يمكن تحديدها على وجه اليقين، وتمثل الأقواس المعقوفة [] تسلسلات من الحروف الرونية التي فُقدت، ولكن يمكن تحديدها بفضل الأوصاف المبكرة للعلماء. تشير الواصلة القصيرة "-" إلى وجود حرف روني أو علامة أخرى لا يمكن تحديدها. تشير سلسلة من ثلاث نقاط "..." إلى أنه يُفترض وجود أحرف رونية في هذا الموضع، ولكنها اختفت. تفصل علامتا القسمة || حرفًا رونيًا إلى حرفين لاتينيين، لأن نحاتي الأحرف الرونية غالبًا ما نحتوا حرفًا رونيًا واحدًا بدلاً من حرفين متتاليين. تُدخل §P و§Q قراءتين بديلتين لنقش يتعلق بكلمات متعددة، بينما تُدخل §A و§B و§C الأجزاء المختلفة من النقش كما قد تظهر على جوانب مختلفة من الحجر الروني.
تشير الأقواس الزاوية ⟨⟩ إلى وجود تسلسل من الأحرف الرونية التي لا يمكن تفسيرها على وجه اليقين. علامات خاصة أخرى هي þ وð، حيث الأول هو حرف ثورن (thorn) الذي يمثل صوتًا احتكاكيًا أسنانيًا مهموسًا مثل th في كلمة thing الإنجليزية. الحرف الثاني هو إيث (eth) الذي يمثل صوتًا احتكاكيًا أسنانيًا مجهورًا مثل th في كلمة them الإنجليزية. يمثل الرمز ʀ حرف الير الروني، و ô هو نفسه الحرف الأيسلندي O caudata ǫ.

### التسمية
يُعرض كل نقش روني برمز هويته المستخدم في الأدبيات العلمية للإشارة إلى النقش، ومن الضروري فقط إعطاء الجزأين الأولين منه. الجزء الأول هو حرف أو حرفان يمثلان المنطقة التي يظهر فيها النقش الروني، على سبيل المثال U لـ أوبلاند، Sö لـ سودرمانلاند، و DR لـ الدنمارك. يمثل الجزء الثاني الترتيب الذي يُعرض به النقش في المنشورات الوطنية الرسمية (على سبيل المثال، سڤيرييس رونينسكريفتير). وبالتالي، U 73 يعني أن الحجر الروني كان النقش الروني الثالث والسبعين في أوبلاند الذي وُثق في كاتلوج سڤيرييس رونينسكريفتير السويدي. إذا وُثق النقش في وقت لاحق من المنشور الرسمي، فإنه يُدرج وفقًا للمنشور الذي وصف فيه لأول مرة، على سبيل المثال Sö Fv1954;20، حيث يمثل Sö سودرمانلاند، و Fv يرمز إلى المنشور السنوي فورنفانن (مجلة أبحاث الآثار السويدية)، و1954 هو عام إصدار فورنفانن، و20 هي الصفحة في المنشور.

### أوبلاند
يوجد ما يصل إلى 18 حجرًا رونيًا في أوبلاند تتعلق بمعلومات عن رجال سافروا إلى اليونان، وقد توفي معظمهم هناك.

#### U 73

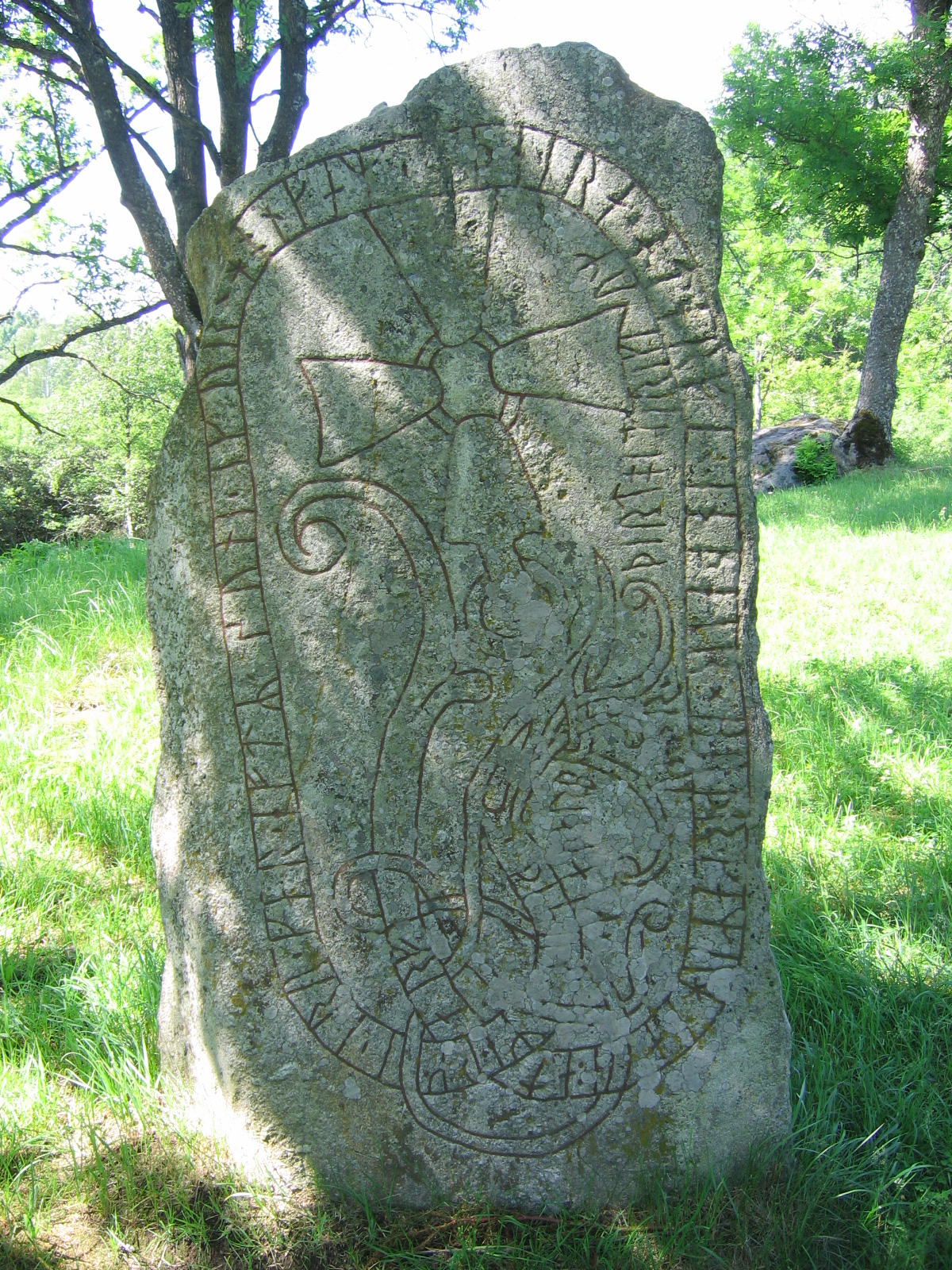
حجر الرونية U 73

من المحتمل أن يكون الحجر الروني U 73 (الموقع) قد أُقيم لشرح ترتيب الميراث من رجلين توفيا كـ "فارنجيين". ينتمي الحجر إلى النمط Pr3، وهو جزء من نمط أورنس الأعم. يبلغ ارتفاع الحجر، وهو من الجرانيت الرمادي، 2 متر (6 أقدام و7 بوصات) وعرضه 1.2 متر (3 أقدام و11 بوصة). أُقيم على منحدر على بعد حوالي 100 متر (330 قدمًا) شمال مزرعة هاغرستالوند، التي كانت تُعرف سابقًا باسم هانستالوند. اكتشف يوهان بيرينغشيولد الحجر خلال البحث الوطني عن الآثار التاريخية في أواخر القرن السابع عشر. يشترك هذا الحجر في نفس الرسالة مع الحجر U 72، وكانا يشكلان نصبًا تذكاريًا واحدًا في السابق، ولكن الحجر U 72 نُقل إلى سكانسن في عام 1896. يذكر الحجر الأخير أن "هذه الأحجار" أقامها جيردار ويوروند تخليدًا لذكرى إرنموندر وإنجيموندر. وبالتالي، فإن عبارة U 73 "أبناء إنغا" و"ماتوا في اليونان" تشيران إلى إرنموندر وإنجيموندر. كان إرنموندر وإنجيموندر قد ورثا عن والدهما، لكنهما غادرا إلى الإمبراطورية البيزنطية وتوفيا هناك كـ "فارنجيين". وبما أنهما لم ينجبا أي أطفال، ورثت والدتهما إنغا ممتلكاتهما، وعند وفاتها، ورث إخوتها جيردار ويوروند عنها. ثم أقام هذان الأخوان النصبين التذكاريين تكريمًا لأبناء أخيهما، والذي ربما كان بسبب تميز أبناء الأخ في الجنوب. ومع ذلك، قد يكون أيضًا امتنانًا للثروة التي جمعها أبناء الأخ في الخارج. في الوقت نفسه، كان النصب بمثابة توثيق لكيفية انتقال الملكية من عشيرة إلى أخرى. من ناحية أخرى، تقترح سوير (2000) أنه نظرًا لأن النقشين لا يذكران من أمر بهما، فإن المطالب الوحيد المحتمل بالثروة، ومن أمر بصنع الأحجار، قد يكون الكنيسة. وقد حُدد نحات الأحرف الرونية على أنه فيسايته.
ترجمة الحجر: "هذه المعالم أُقيمت تخليدًا لذكرى أبناء إنغا. هي ورثت عنهم، لكن هؤلاء الإخوة — جيردار وإخوته — ورثوا عنها. لقد ماتوا في اليونان."

#### U 104

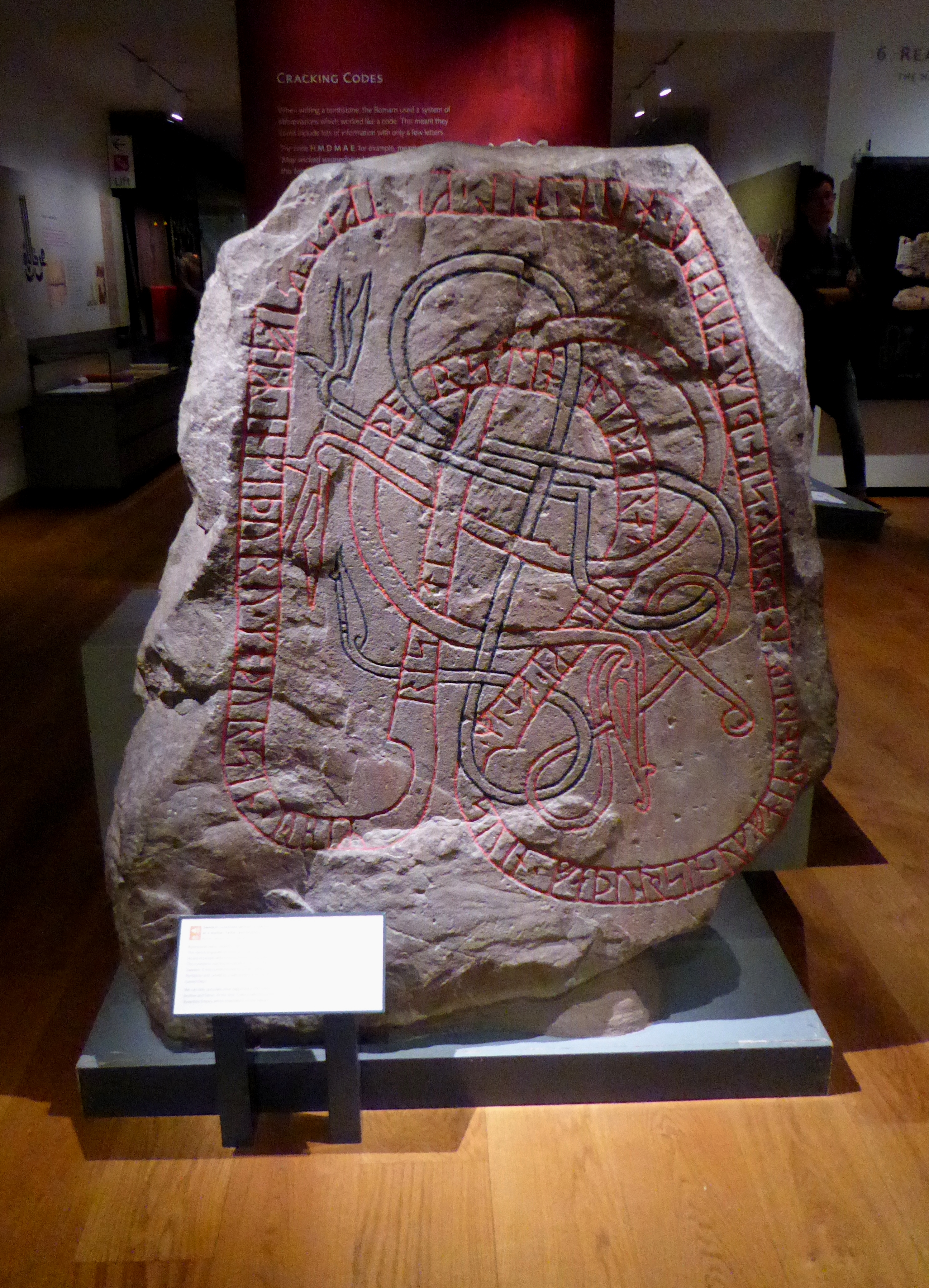
U 104 في متحف أشموليان، أكسفورد.

يبلغ ارتفاع حجر الرون U 104 (الموقع الأصلي)، المصنوع من الحجر الرملي الأحمر، 1.35 مترًا (4 أقدام و5 بوصات) وعرضه 1.15 مترًا (3 أقدام و 9 بوصات). وُثق لأول مرة بواسطة يوهانس بورايوس عام 1594. تبرعو به كواحد من زوج (الآخر هو U 1160) إلى متحف أشموليان في أوكسفورد عام 1687 بناءً على طلب الملك جيمس الثاني ملك إنجلترا إلى الملك كارل الحادي عشر ملك السويد لطلب حجرين من أحجار الرون لإضافتهما إلى مجموعة جامعة أوكسفورد. وهو بأسلوب أورنس (Pr5). أقامه ثورستين تخليداً لذكرى والده سفين وأخيه ثورير، وكلاهما ذهب إلى اليونان، وأخيراً تخليداً لذكرى والدته. الحجر موقّع من قبل نقّاش الرون أوبير الذي يشتهر نصّه النورسي القديم باستخدامه غير التقليدي لرمز هاغلاز (ᚼ)، كما في كلمة "hut" بدلاً من الكلمة النورسية القديمة "út" ("خارج"). يعد الاستخدام غير المنتظم لحرف "h" الصوتي سمة لهجوية بقيت ولا تزال مميزة للهجة السويدية الحديثة في روسلاجين، إحدى المناطق التي كان أوبير نشطاً فيها.
ترجمة الحجر: "أقام ثورستين هذا المعلم تخليداً لذكرى سفين، والده، وثورير، أخيه. لقد ذهبا إلى اليونان. وتخليداً لذكرى إنجيثورا، والدته. نحت أوبير."

## ملحوظات
1. ↑  U 112، U 374، U 540, see Jesch 2001:99
2. ↑  Ög 81، Ög 94، Sö 82، Sö 163، Sö 165، Sö 170، Sö 345، Sö Fv1954;20، Sm 46، Vg 178، U 73، U 104، U 136، U 140، U 201، U 358، U 431، U 446، U 518، U 792، U 922، U 1016، U 1087, see Jesch 2001:99. Here G 216 is also included, whereas Jesch (2001:99) does not include it. She does not consider it to be monumental (2001:13).
3. ↑  U 270 and U 956, see Jesch 2001:100
4. ↑  U 1016, see Jesch 2001:100
5. ↑  Jansson 1980:34
6. ↑  U 136، U 140، U 201، U 431، U 1016، Ög 81، Ög 94، Vg 178 and possibly on Sö 82 (see Rundata 2.5).
7. ↑  U 73، U 104، U 112، U 446، U 540، U 922، U 956, and U 1087 (see Rundata 2.5).
8. ↑  Harrison & Svensson 2007:37
9. ↑  Jansson 1987:43
10. ↑  Larsson 2002:145
11. 1 2  Blöndal & Benedikz 2007:223
12. ↑  Brate 1922:64
13. ↑  Jesch 2001:12–13
14. ↑  Jesch 2001:14
15. ↑  Harrison & Svensson 2007:192
16. ↑  For a low figure of 9.1% see Appendix 9 in Sawyer 2000, but for the higher figure of 10%, see Harrison & Svensson 2007:196.
17. ↑  Blöndal & Benedikz 2007:224
18. ↑  Jansson 1980:20–21
19. ↑  Sawyer 2000:16
20. ↑  Jansson 1987:38, also cited in Sawyer 2000:16
21. ↑  Sawyer 2000:119
22. ↑  Sawyer 2000:152
23. ↑  Antonsen 2002:85
24. ↑  Att läsa runor och runinskrifter on the site of the Swedish National Heritage Board, retrieved 10 May 2008. نسخة محفوظة 15 June 2007 على موقع واي باك مشين.
25. 1 2  Rundata
26. ↑  Rundata 2.5
27. ↑  Cf. Jesch (2001:99–100)
28. ↑  Sawyer 2000:115
29. ↑  Jansson 1980:21
30. ↑  Jansson 1980:22